# Баугі

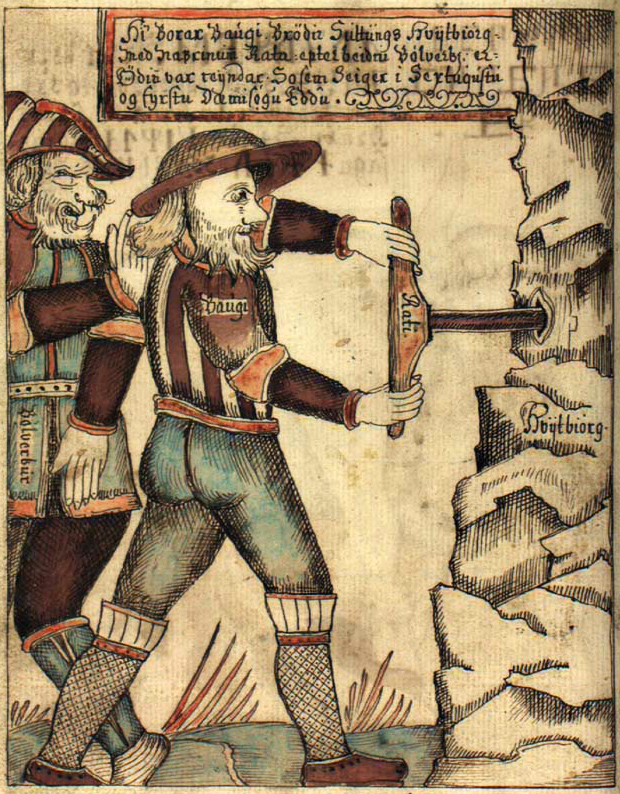
Одін і Бауґі

Баугі — велетень, брат Ґуттунґа, син Ґіллінґа. Згадується в легенді про «мед поезії».
Одін хитрістю пересварив слуг Бауґі й ті повбивали одне одного. Потім Одін, представившися Бьольверком, запропонував Бауґі працювати замість них ціле літо, вимагаючи замість оплати допомогу зі збором меду поезії. Коли Одін відпрацював вказаний термін, Бауґі відвів аса до гори, в якій знаходилась печера зі схованим напоєм. Вони повинні були поділити «мед» порівну, але Одін ошукав Бауґі (а потім і Гуннлед, яка охороняла напій) і забрав усе собі.